# Codex Palatinus germanicus 28
Der Codex Palatinus germanicus 28 ist eine Sammelhandschrift mit deutschsprachigen Texten, die in das zweite Viertel des 15. Jahrhunderts datiert wird. Sie liegt unter der Signatur Cod. Pal. germ 28 oder Cpg 28 in der Universitätsbibliothek Heidelberg.
Diese Papierhandschrift mit 208 Blättern ist in Südwestdeutschland entstanden und enthält unter anderen Schriften von Heinrich Seuse, Meister Eckhart, Mönch von Heilsbronn, Pseudo-Engelhart von Ebrach und Christus und die sieben Laden.
Die Handschrift ist im Katalog der älteren Schloßbibliothek verzeichnet, die Schreibsprache ist alemannisch mit bairischen Formen.